# Jorunna parva
Jorunna parva és una espècie de gastròpode nudibranqui de la família Discodorididae. L'espècie va ser descrita per primer cop per Kikutaro Baba. La semblança dels rinòfors del Jorunna parva amb orelles de conill, va generar una certa popularitat al twitter japonès l'any 2005. Jorunna parva es troba al Japó, les Filipines, Tanzània, Papua Nova Guinea, Seychelles i l'Illa de la Reunió.